# Ramecourt (Pas-de-Calais)
Ramecourt település Franciaországban, Pas-de-Calais megyében. Lakosainak száma 351 fő (2022. január 1.). Ramecourt Gauchin-Verloingt, Croisette, Croix-en-Ternois, Hautecloque, Herlincourt, Herlin-le-Sec, Saint-Pol-sur-Ternoise és Siracourt községekkel határos.

## Népesség
A település népessége az elmúlt években az alábbi módon változott:
| Lakosok száma | 336  | 367  | 385  | 382  | 371  | 359  | 348  | 350  | 351  |
|               | 2013 | 2015 | 2016 | 2017 | 2018 | 2019 | 2020 | 2021 | 2022 |